# Férréol Reuillet
Férréol Reuillet est un homme politique français né le 17 février 1842 à Chenay-le-Châtel (Saône-et-Loire) et décédé le 23 février 1887.
Médecin, il s'installe en 1869 à Roanne où il est chirurgien de l'hospice. Il est conseiller municipal de Roanne et conseiller général. Il est député de la Loire de 1885 à 1887, siégeant à gauche.

## Sources
- « Férréol Reuillet », dans Adolphe Robert et Gaston Cougny, Dictionnaire des parlementaires français, Edgar Bourloton, 1889-1891 [détail de l’édition]